# Marentino

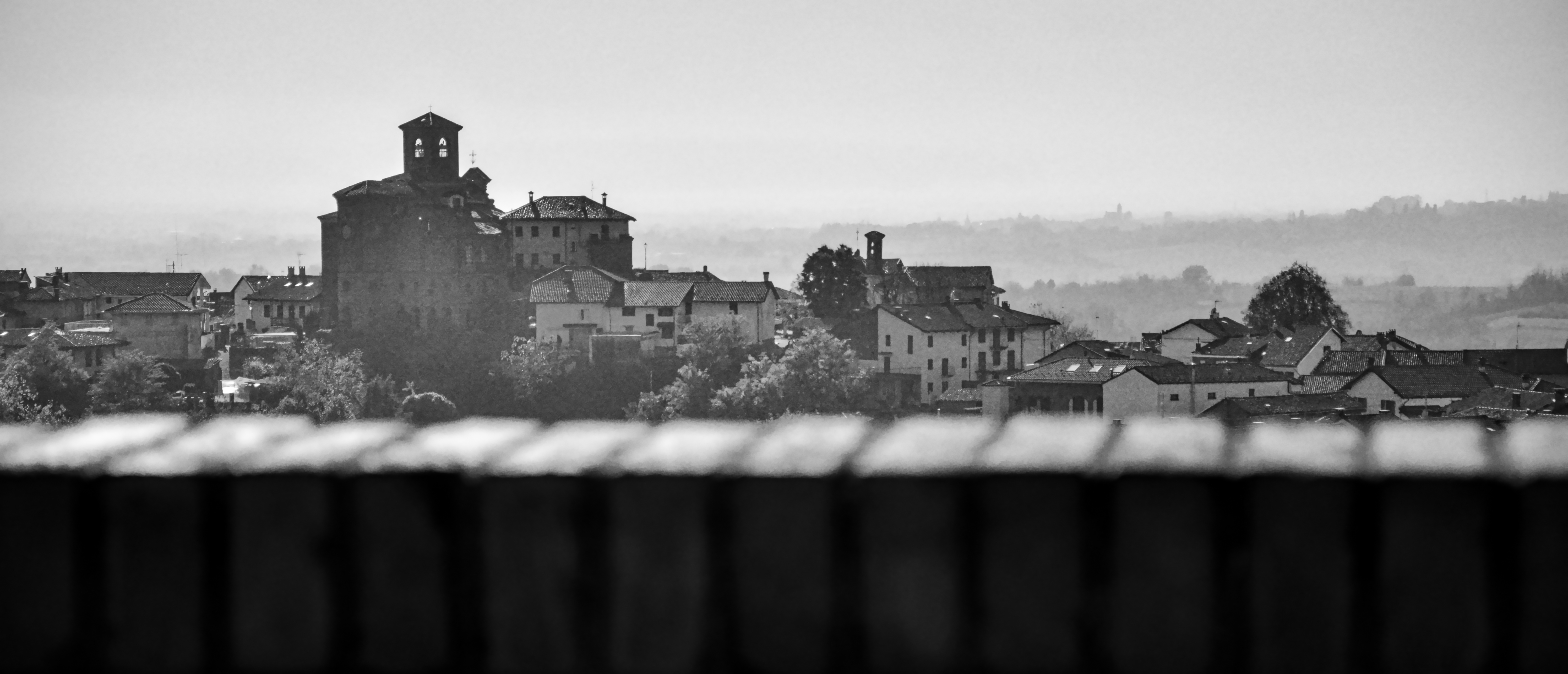
Vista su Marentino da Avuglione

Marentino (Marentin in piemontese) è un comune italiano di 1 263 abitanti della città metropolitana di Torino in Piemonte, distante circa 20 chilometri a est dal capoluogo e 8 chilometri dalla città di Chieri.

Prodotto tipico del territorio di Marentino è il miele, per il quale il comune è inserito nel circuito "Le città del Miele".
Il paese è costituito dai tre antichi borghi di Marentino, Avuglione e Vernone, per molto tempo indipendenti fra loro. Un regio decreto del 1927 li ha riuniti in un unico comune e Marentino è stato scelto come capoluogo comunale.

## Storia
Marentino sorse probabilmente, come molti altri paesi della zona, nell'ambito della campagna di ripopolamento delle colline del Po e del Monferrato promossa verso l'anno Mille dai vescovi di Torino e Asti. Il primo insediamento doveva trovarsi sulla collina (bric) dell'antica chiesa di Maria Assunta (attuale chiesa cimiteriale di Santa Maria dei Morti), le cui parti più antiche risalgono infatti all'XI secolo. Il toponimo "Marentino", forse di origine latina (diminutivo del nome proprio Emerentius), suggerisce peraltro l'esistenza di un villaggio già in epoca romana.
In epoca imprecisata l'abitato si è trasferito sulla collina vicina, sovrastata dalla rocca del signore del luogo, menzionato per la prima volta nel 1386.

### Simboli
Lo stemma e il gonfalone del comune di Marentino sono stati concessi con decreto del presidente della Repubblica del 21 marzo 1997.
Il gonfalone è un drappo di azzurro.

## Monumenti e luoghi d'interesse
Fra i principali monumenti ed edifici di interesse sul territorio comunale si ricordano i luoghi di culto:
- chiesa parrocchiale dell'Assunta
- chiesa di Santa Maria Maddalena di Avuglione
- chiesa di San Giorgio di Vernone
- chiesa cimiteriale di Santa Maria dei Morti di Marentino (romanica)
- chiesa cimiteriale di Santa Maria Maddalena di Avuglione (romanica)
- chiesa cimiteriale di San Giorgio di Vernone
- chiesa confraternale di San Carlo Borromeo, ora sede del Municipio.
Nella cantina di una casa del centro storico è stato recentemente individuato un ipogeo cristiano, datato al VI-VII secolo, probabilmente utilizzato dai Longobardi.
I castelli e le dimore storiche:
- castello di Vernone (rocca medievale), ora residenza per anziani 
- castello di Maiolo (villa settecentesca)
- castello di Monplaisir (villa sei-settecentesca) che fu sede della FIAT Isvor
- Casa Zuccala (dimora borghese sei-ottocentesca), sede del Centro Studi per la valorizzazione dell’Arredamento Piemontese

### Chiesa parrocchiale dell'Assunzione di Maria Vergine

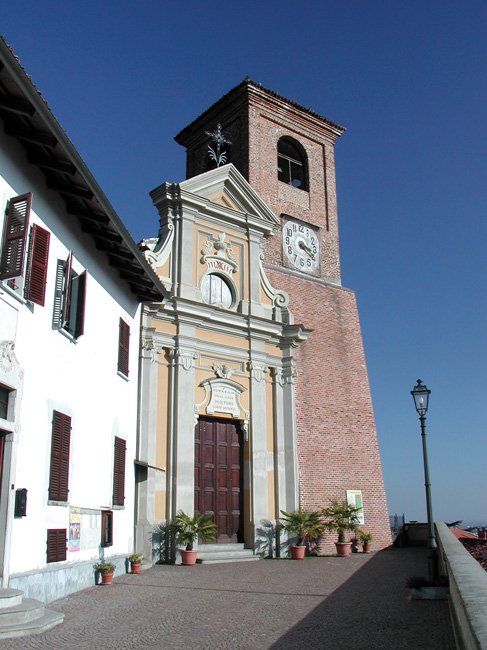
Chiesa parrocchiale dell'Assunzione di Maria Vergine.

Un decreto arcivescovile del 1º ottobre 1986 ha riunito le tre antiche parrocchie di Marentino, Avuglione e Vernone. La chiesa del capoluogo (Marentino) intitolata all'Assunzione di Maria Vergine è stata scelta come parrocchiale.
All'interno del paese medievale esisteva una cappella intitolata a san Bartolomeo Apostolo. Fra Tre e Quattrocento quest'ultima da «chiesa semplice» subentrò per la comodità della popolazione all'antica pieve nelle funzioni di parrocchiale e nell'intitolazione all'Assunta.
Non sappiamo come si presentasse la chiesa medievale di San Bartolomeo: probabilmente nel tempo era stata ampliata e rimaneggiata, e tuttavia nel Seicento minacciava rovina. Nel Settecento l'edificio fu completamente abbattuto e ricostruito in stile barocco; fu poi riconsacrato dall'arcivescovo Francesco Luserna Rorengo di Rorà. Risalgono a quell'epoca la facciata e la struttura attuale a croce latina con una navata e due profonde cappelle laterali.
La base del campanile è tuttora costituita dall'antica torre difensiva del castello, sopraelevata nel 1764. Venne cinta negli anni '50 del Novecento da un sostegno in cemento armato, oggi rivestito da uno strato di mattoni a vista.

### Chiesa di Santa Maria Maddalena di Avuglione

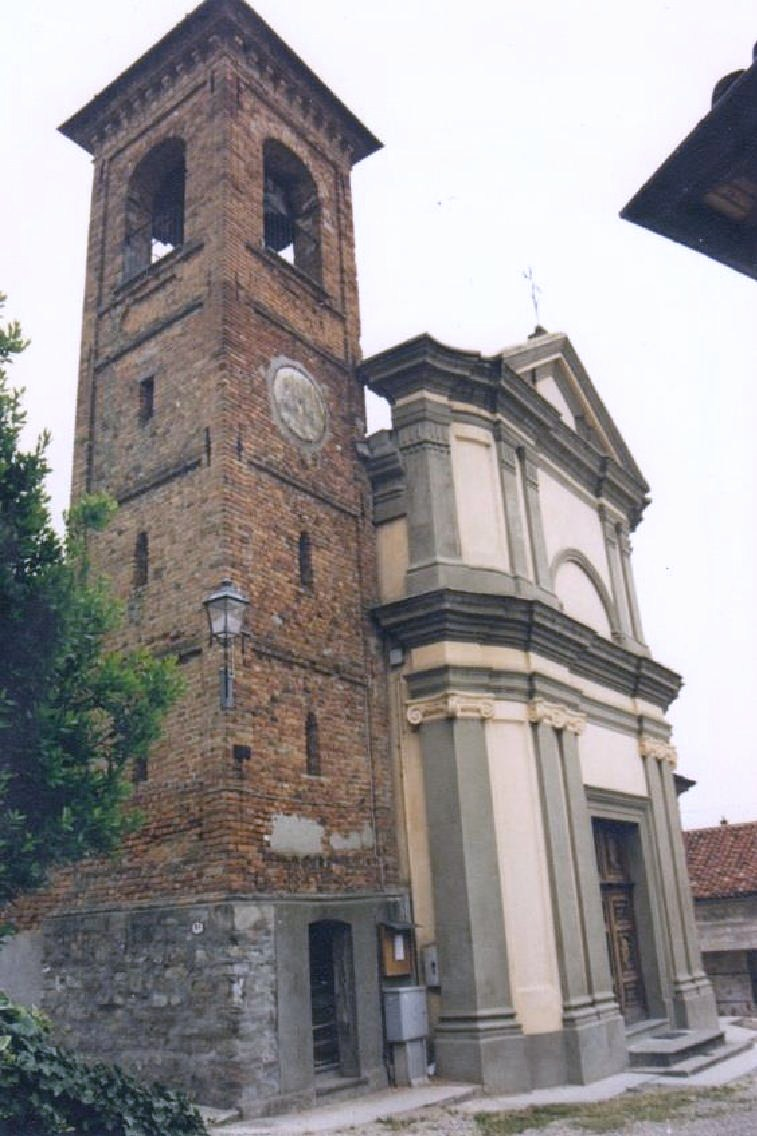
Chiesa di S. Maria Maddalena in Avuglione (frazione di Marentino)

La chiesa barocca di Santa Maria Maddalena, già parrocchiale di Avuglione, fu costruita fra il XVII e il XVIII secolo sul luogo in cui sorgeva già un edificio sacro. In origine intitolata a san Bernardino, nel Settecento subentrò definitivamente alla chiesa parrocchiale antica di santa Maria Maddalena presso il cimitero. Dal 1986 è suffraganea della parrocchia marentinese.
Esternamente presenta una facciata con stucchi ed è affiancata da un campanile.
La chiesa è a navata unica, con volta e pareti completamente affrescate. La cappella laterale di destra ospita l'altare settecentesco della Madonna del Rosario, riccamente decorato; quella sinistra, già sotto il patronato dei conti Ripa di Chieri (poi Bigliani di Cantoira), contiene un altare neogotico d'inizio Novecento dedicato al Sacro Cuore di Gesù. Da notare il pulpito ligneo intarsiato che domina sulla navata.
L'altare maggiore è di legno dipinto. Nel coro è presente una grande tela ovale raffigurante il Noli me tangere.
Vanto della chiesa è l'organo, datato 1878, sistemato su una cantoria scolpita, sovrastante il portone d'ingresso. Si tratta di un piccolo ma pregevole strumento, costruito con il contributo dell'intera Comunità di Avuglione dall'organaro Pietro Barchietti di Torino. Fu restaurato nel 1997 dalla ditta Marin di Genova-Bolzaneto.
L’organo, dotato di 339 canne, è composto da una tastiera cromatica di 54 tasti (DO1 - FA5) con i diatonici ricoperti in ebano (neri) e i cromatici in osso (bianchi), pedaliera a leggio di 12 pedali. La trasmissione è meccanica, l’azionamento del mantice oggi è elettrificato. Il somiere è in legno di noce, del tipo a tiro.

### Chiesa di San Giorgio Martire di Vernone
La chiesa di San Giorgio è posta accanto all’imponente castello di Vernone, alla cui storia è fortemente legata.
Come nel caso di Marentino ed Avuglione, anche a Vernone sorse in tempi remoti una prima chiesa, dedicata a San Giorgio martire, sul colle dell’attuale cimitero. Si trattava probabilmente di un edificio di stile romanico, sostituito in epoca barocca dall’attuale cappella cimiteriale. Già sul finire del Cinquecento le funzioni di parrocchiale erano tuttavia svolte, per la comodità del popolo, dalla cappella di San Nicolao presso il castello.
Nel 1744 per volontà del conte Giuseppe Gaspare Balbis, Signore di Vernone, venne demolita la chiesa di San Nicolao e ricostruita nella forma attuale sotto l’intitolazione di San Giorgio con l’intento di unirla, attraverso un arco, al castello. Sopra il cancello del maniero sono ancora visibili gli innesti in muratura della manica, mai realizzata, che avrebbe dovuto collegare i due edifici.
La piccola chiesa è composta di un'unica navata a pianta ovale.
L'interno, affrescato nel 1835 con eleganti motivi barocchi in tonalità di grigio chiaro, conserva tre altari. Il maggiore, ridecorato in marmo e benedetto dal card. Richelmy nel 1913, è sovrastato da una grande pala che raffigura San Giorgio vincitore sul drago, donata dal prevosto Luigi Rossi intorno al 1820. Gli altari laterali, sovrastati anch’essi da pregevoli tele, sono dedicati alla Madonna del Rosario e a Sant'Agostino.
In uno dei quattro coretti che si aprono sulla navata è posto l’organo Collino, purtroppo oggi non funzionante. La chiesa ospita quattro confessionali di cui uno ad armadio, sormontato dal quadrante di una pendola. Al suo fianco è collocato lo stendardo di San Giorgio, recato in processione nella festa patronale.
Accanto alla chiesa si erge un piccolo campanile. Ospita una campana più piccola, in Mi, che riporta la scritta "Tomasina fece dono – 1899" ed una più grande, in Si, che risale al 1849: "Petrus Migliara a Taurini fecit". Ferme e silenziose da decenni, le campane sono state riattivate nel 2018 per iniziativa dei parrocchiani, grazie al restauro del castello di supporto e l’inserimento del sistema di funzionamento automatico.
All’inizio del Novecento, per volontà dei conti Ceriana-Mayneri, ultimi feudatari di Vernone, fu edificata la sacrestia sul retro della chiesa.

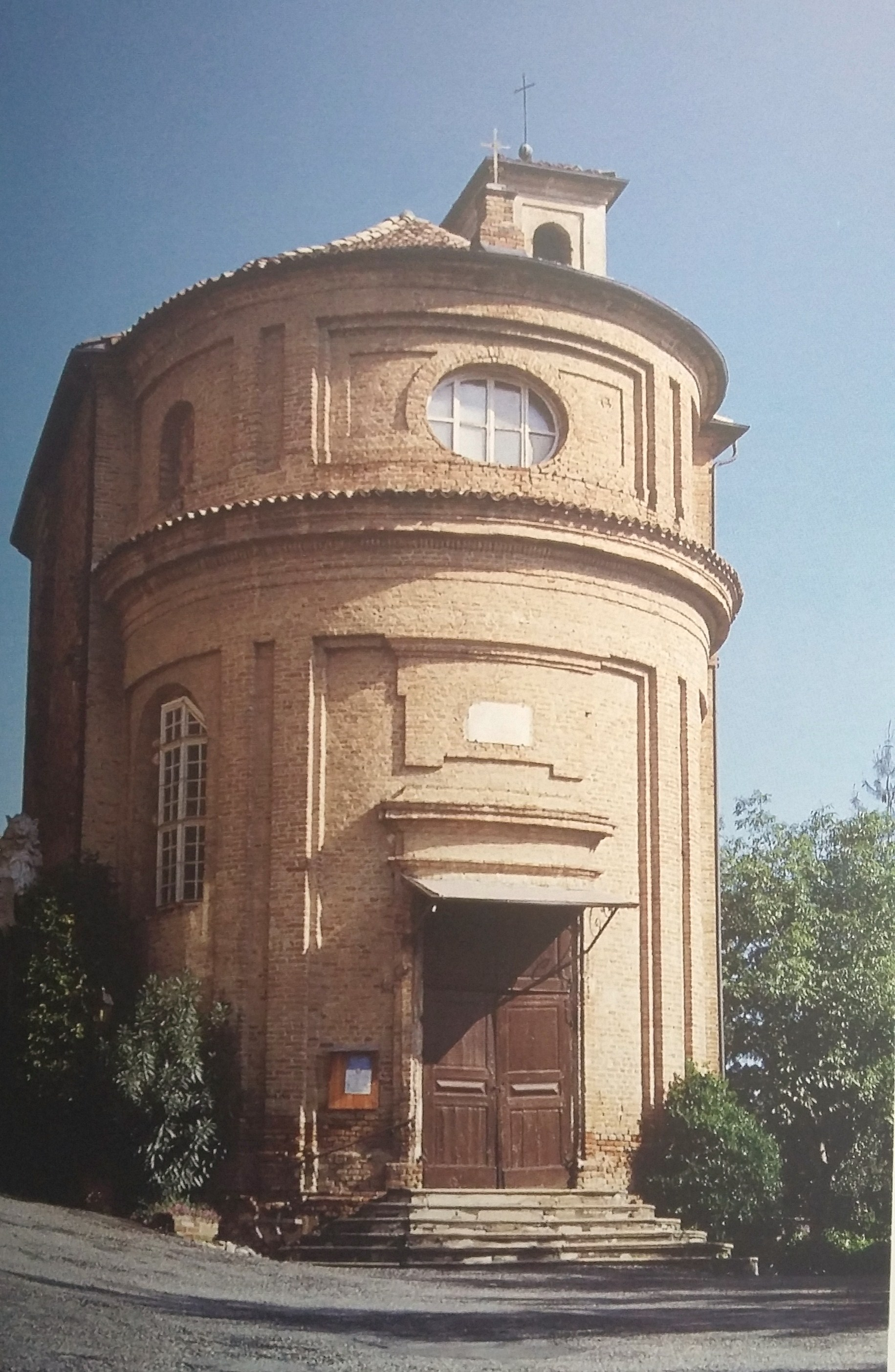
Chiesa di S. Giorgio martire in Vernone (fraz. di Marentino)

### Chiesa cimiteriale di Santa Maria dei Morti, già Santa Maria Assunta

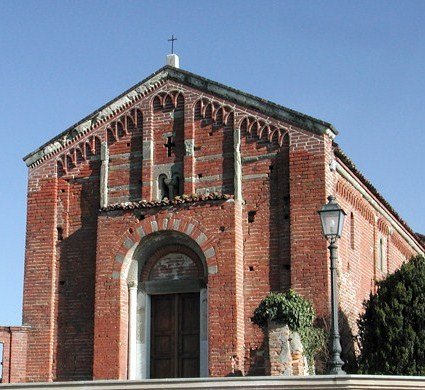
Chiesa romanica di S. Maria dei morti, Marentino

Inserita dal 1888 nell'albo dei monumenti nazionali, Santa Maria dei Morti è nota agli studiosi come notevole esempio di stile romanico lombardo. È l'edificio più antico di Marentino, sorto probabilmente intorno all'anno Mille, come chiesa e abitazione del sacerdote "pievano". Attorno ad essa nacque probabilmente il primo nucleo del paese, che si spostò tuttavia nei secoli successivi sulla vicina collina del castello feudale. Dapprima dedicata a Maria Assunta, cedette il titolo e la funzione di chiesa parrocchiale al nuovo tempio che stava sorgendo presso il castello. Da allora fu declassata a cappella cimiteriale e ribattezzata popolarmente come "Santa Maria dei Morti".
La porzione più antica dell'edificio (abside in blocchi di arenaria) risale con ogni probabilità al Millecento. I muri della navata (in mattoni) sono stati in gran parte ricostruiti nel Quattrocento. La copertura dell'edificio è lignea, con soffitto a cassettoni. La facciata presenta, oltre al sobrio portale, un'elegante e minuscola bifora. Varie monofore si aprono nei muri perimetrali e nell'abside semicircolare. Sia la facciata sia le pareti perimetrali all'esterno mostrano una teoria di archetti ciechi, ingentiliti alla base da sculture di volti enigmatici e grotteschi. I curiosi segni incisi all'esterno dell'abside sono graffiti popolari medievali.
Il catino absidale è in muratura arricchito, in due riprese, di un bellissimo ciclo pittorico su due livelli. Di stile bizantino la Madonna del latte e due santi non meglio identificati. Attribuiti invece a Guglielmetto Fantini (autore dei dipinti nel battistero del duomo di Chieri, metà '400) gli affreschi della Pietà fra i santi Stefano e Lucia, i santi Cristoforo, Giacomo (o Rocco), Sebastiano, Valeriano.

In epoca barocca la chiesa fu totalmente restaurata secondo i canoni del nuovo stile. Fu realizzata una volta in muratura, i muri vennero intonacati, si aprirono grandi finestre a sud e vennero innalzati nuovi altari. Nella prima metà del '900 il parroco don Federico Leschiera promosse una notevole campagna di restauro sotto la supervisione dell'architetto Vittorio Mesturino, che restituì e in parte ricostruì lo stile romanico originario.

### Municipio

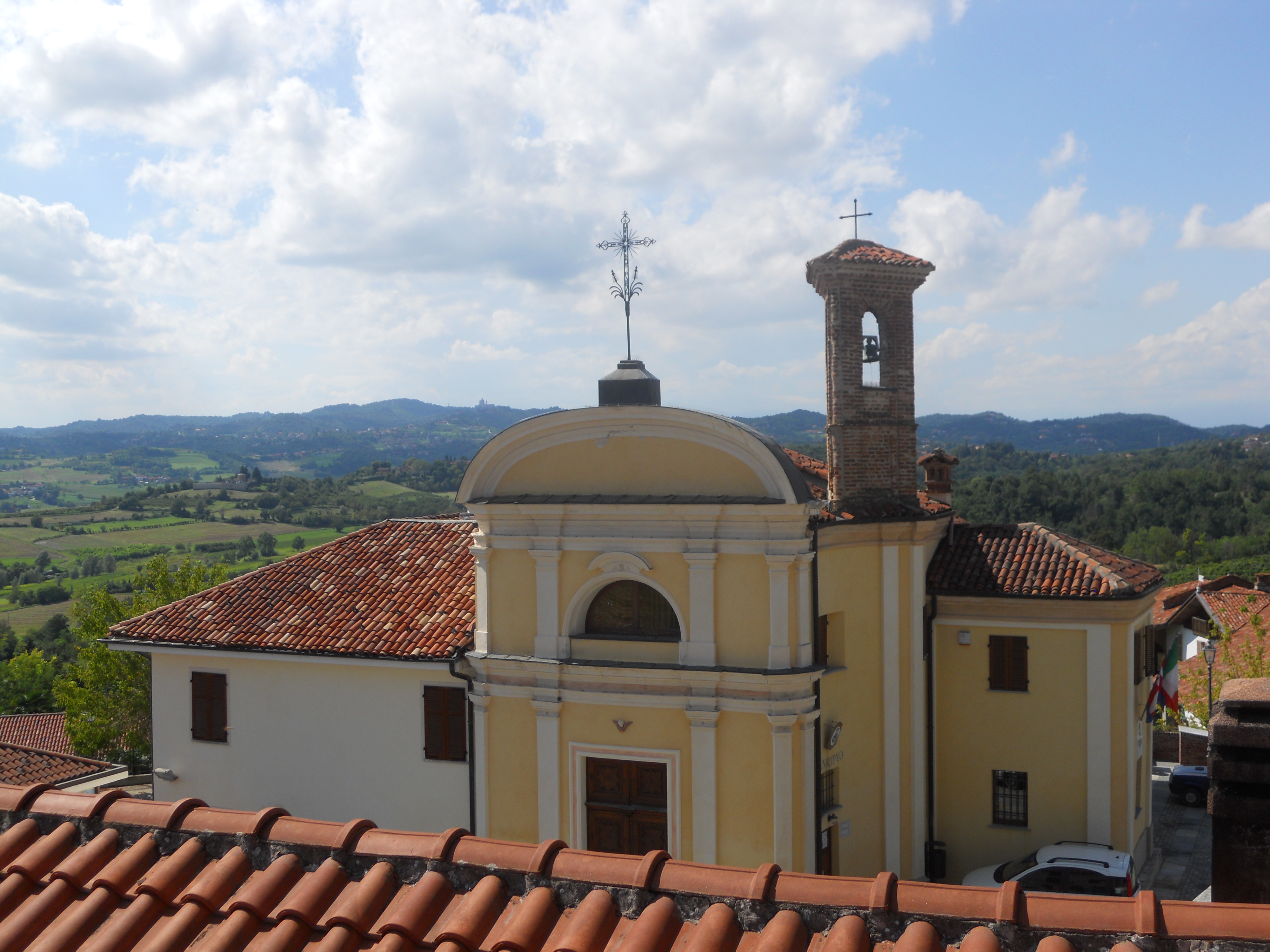
Veduta della chiesa sconsacrata di San Carlo Borromeo, ora sede del Municipio

Il municipio ha sede nella ex chiesa confraternale di San Carlo Borromeo. Edificata in stile barocco nel Seicento, presenta un grazioso campanile triangolare. In quella che era la navata (oggi aula del Consiglio comunale), sono conservate due pregevoli tele: una è la pala d'altare della cappella marentinese di San Rocco.

### Murales
I muri di molte abitazioni del comune sono stati affrescati, a partire dal 2005, da originali "murales" raffiguranti alcuni rebus da risolvere, in collaborazione con un noto settimanale di enigmistica italiano. Le opere sono in numero di 22, di autori diversi, provenienti da tutta Italia

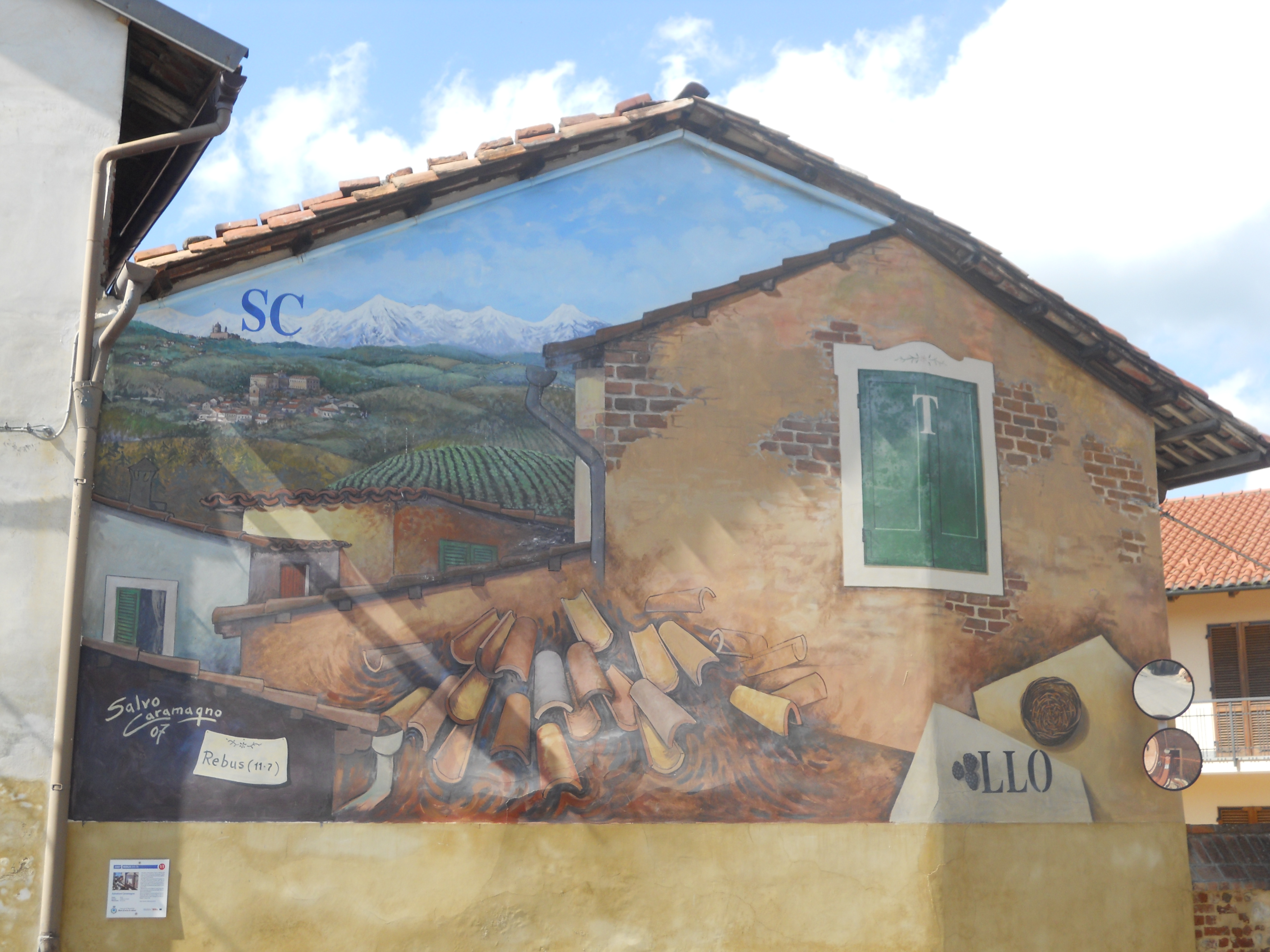
Uno dei murales raffigurante un rebus su un muro di abitazione di Marentino
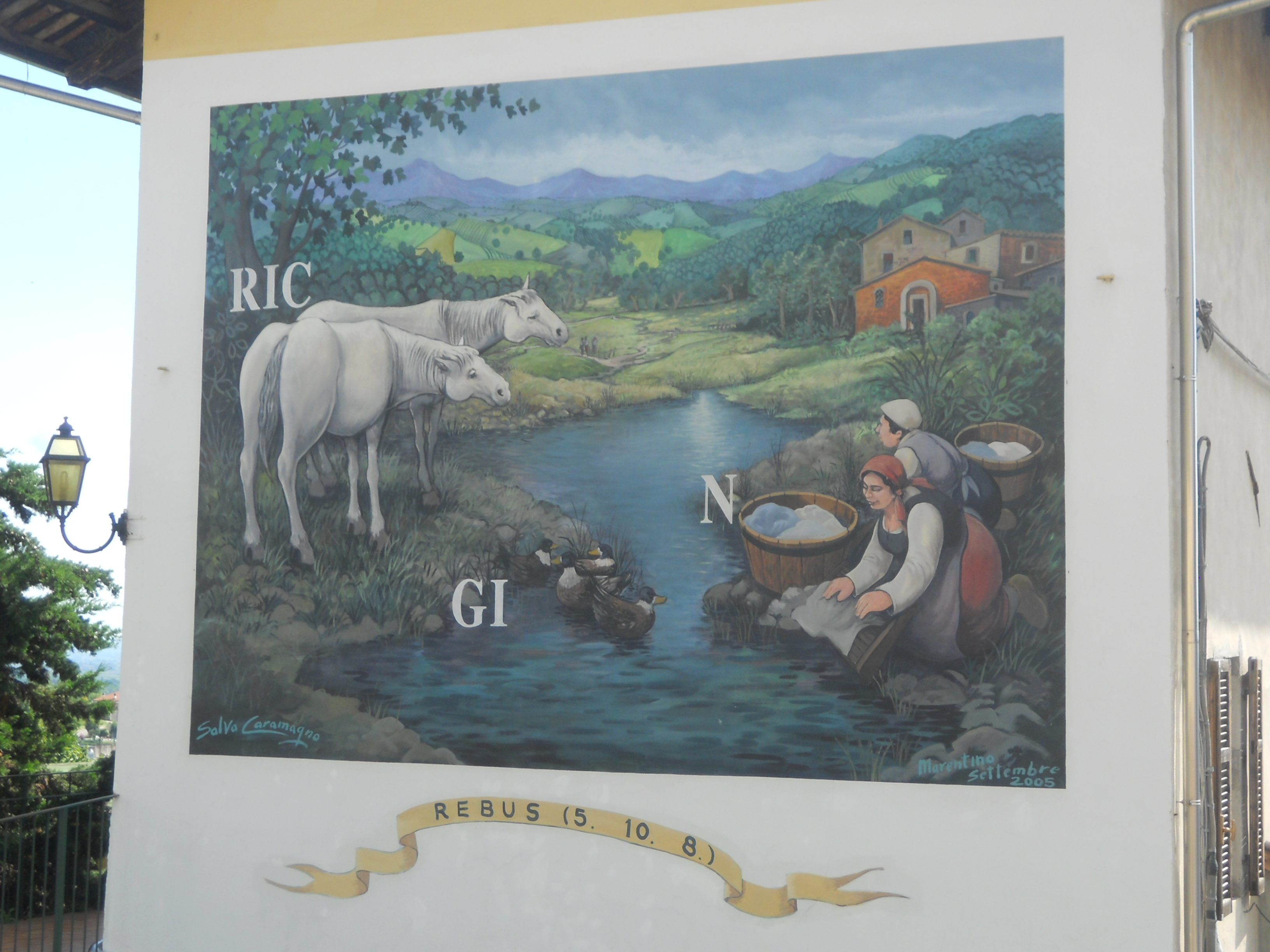
Altro rebus su un muro di abitazione

### Casa Zuccala
Caratteristica “vigna” della Collina torinese, la Casa fu residenza fra il Cinquecento e il Novecento della famiglia borghese degli Zuccàla (Sucàla, in piemontese), notai e banchieri originari del Bergamasco.
A metà del XX secolo andò incontro ad un progressivo degrado fino a che, nel 1993, gli attuali proprietari iniziarono l’opera di restauro e di recupero, creando nelle sue stanze un vero e proprio centro studi sull'arredamento piemontese. Nel 2001 venne istituita l’Associazione Culturale “Casa Zuccala” che dal 2010 provvede all’apertura al pubblico della Casa e del suo "giardino delle erbe aromatiche".

### Monumento ai caduti
A Marentino era la casa di campagna della famiglia di Gaetano Giardino, Maresciallo d'Italia. Il generale, che definì Marentino "la terra cui mi lega il maggior affetto", promosse e inaugurò la costruzione del Monumento ai caduti nella Grande Guerra nella piazza centrale del paese.

## Società

### Evoluzione demografica
Abitanti censiti

## Amministrazione
Di seguito è presentata una tabella relativa alle amministrazioni che si sono succedute in questo comune.
| Periodo          | Periodo          | Primo cittadino  | Partito      | Carica               | Note   |
| ---------------- | ---------------- | ---------------- | ------------ | -------------------- | ------ |
| 17 giugno 1985   | 1º giugno 1990   | Livio Corniglia  | lista civica | Sindaco              | [ 16 ] |
| 1º giugno 1990   | 24 aprile 1995   | Livio Corniglia  | -            | Sindaco              | [ 16 ] |
| 24 aprile 1995   | 14 giugno 1999   | Livio Corniglia  | -            | Sindaco              | [ 16 ] |
| 14 giugno 1999   | 14 giugno 2004   | Livio Corniglia  | lista civica | Sindaco              | [ 16 ] |
| 14 giugno 2004   | 8 giugno 2009    | Gianluigi Cochis | lista civica | Sindaco              | [ 16 ] |
| 8 giugno 2009    | 27 maggio 2014   | Gianluigi Cochis | lista civica | Sindaco              | [ 16 ] |
| 24 maggio 2014   | 27 novembre 2016 | Ines Molino      | lista civica | Sindaco              | [ 16 ] |
| 27 novembre 2016 | 11 giugno 2017   | Bruno Corniglia  | lista civica | Vicesindaco reggente | [ 16 ] |
| 11 giugno 2017   | 13 giugno 2022   | Bruno Corniglia  | lista civica | Sindaco              | [ 16 ] |
| 13 giugno 2022   | in carica        | Roberto Berardo  | lista civica | Sindaco              | [ 16 ] |

## Cultura
A Marentino, a differenza di molti altri paesi del circondario, è ancora attiva la banda musicale, fondata nel 1927 dal maestro Federico Ferrero, cavaliere di Vittorio Veneto, portata avanti con entusiasmo dalle giovani generazioni.

## Sport
La squadra di calcio della città è l'U.S.D. Marentinese che milita nel girone A torinese di 2ª Categoria. È nata nel 1980.
Nella stagione 2007/2008 ha militato in Promozione.